# جوناثان كينغ
جوناثان كينغ (بالإنجليزية: Jonathan King)‏ هو مؤرخ وصحفي وكاتب أسترالي، ولد في 28 ديسمبر 1942.

## وصلات خارجية
- الموقع الرسمي